# Александар Ћирић
Александар Ћирић (Београд, 30. децембар 1977) је српски ватерполиста, освајач олимпијских, светских и европских медаља. Ожењен српском балерином Ивом Јанкетић, кћерком глумца Михаила Мише Јанкетића. Заједно су  12 година и имају двоје деце.

## Каријера
Ватерполо је почео да тренира у Црвеној звезди, уз старијег брата Михајла, данас интернационалног ватерполо судију.

### Црвена звезда
Био је део генерације Црвене звезде која је постигла најбоље резултате у историји тима, до титуле првака Европе 2013. године. Први трофеј у каријери била је титула првака државе са Звездом 1993, након чега је прешао у Бечеј.

### Бечеј
У Бечеју је за осам година играња сазрео и као играч и човек уз рад са великим Влахом Орлићем. У периоду од 1994. до 2001. шест пута је освајао наслов првака држава и Купа. У Бечеју је провео и сезону 1998/1999. у којој је такмичење било суспендовано због НАТО бомбардовања. У наредној сезони је, са 23 године играо у финалу Евролиге и савладао загребачку Младост за највећи успех каријере до тад. Уз титулу шампиона, проглашен је за најкориснијег играча турнира. У последњој сезони за Бечеј, клуб је пратила тешка финансијска ситуација. Упркос томе дошли су до дупле круне, али је уследио распад тима по завршетку сезоне.

### Бреша
По растанку са Бечејом, напустио је домаћи ватерполо и узео капицу Бреше са којом је за две године освојио дуплу круну у Италији, као и Трофеј ЛЕН-а.

### Будванска ривијера
Године 2007. стигао је у Будву и заиграо за понос града, Будванску ривијеру. Иако су за главног противника имали Приморац који је тих година био и шампион Европе, успели су да их савладају за наслов у Купу Црне Горе.

### Барселонета
Након Црне Горе, 2010. је заиграо за Барселонету. За две сезоне стигао је до две дупле круне.
Лето после Барселонете провео је на Малти где је на позив пријатеља играо Летњу лигу за екипу Нептуна и освојио дуплу круну.

### Раднички
Српски ватерполо је оживео 2013. године када се велики број репрезентативаца вратио у домаће клубове. Основан је и Раднички у Крагујевцу за који су заиграли Вања Удовичић и Филип Филиповић. Управо ова двојица позвали су Ћирића у Крагујевац са којим је потписао уговор и завршио каријеру. Са Радничким је освојио Куп Европе 2013.

## Репрезентација
За национални тим СР Југославије заиграо је 1995. на позив Николе Стаменића за квалификације за Олимпијске игре. Због повреде није наступио у Атланти, али се повратком селектора Стаменића 1997. усталио у тиму наредних 11 година. За репрезентацију СР Југославије, затим Србије и Црне Горе и на крају Србије одиграо 346 утакмица и постигао 201 гол.

### Олимпијске игре
Деби на Олимпијским играма имао је 2000. у Сиднеју где је освојио бронзу. На наредним Играма у Атини 2004. у финалу је поражен од Мађара за сребрену медаљу. На последњој Олимпијади, али и репрезентативној утакмици, у Пекингу 2008. победио је Црну Гору за нову бронзу са Олимпијских игара. Сан о злату никад није досањао.

### Светска првенства
На дебитантском Светском првенству 1998. у Перту победом над домаћином освојио је бронзану медаљу. У Фукуоки 2001. осетио се умор због претходно одиграног Европског првенства, па су Ћирић и другови у финалу несрећно поражени од Шпаније. У Барселони 2003. године дошао је до нове бронзе, а у Монтреалу 2005. прославио је и освајање златне медаље.

### Европска првенства
Након смене генерација, међу навијачима је владала сумњичавост у тим Николе Стаменића који их је демантовао на Европском првенству у Севиљи 1997. Након сјајног турнира, победа над Шпанијом и Хрватском поражени су у финалу од Мађарске. На наредном шампионату Европе 2001. без пораза су дошли до финала у којем су поразили Италију за Ћирићево прво европско злато са А тимом. Златни је био и на првенствима у Крању 2003. и Београду 2006. Последње Европско првенство за Ћирића било је оно у Малаги 2008. када је Србија поражена од Црне Горе у финалу након неколико спорних одлука судија.

### Остала такмичења
На Светској лиги је четири пута био златни, уз једно сребро из 2004. На Светском купу 2003. у Београду освојио је бронзу, док је три године касније у Будимпешти стигао до злата. На Медитеранским играма 1997. у Барију освојио је злато. 
Са јуниорском репрезентацијом био је шампион Европе 1996, а годину дана раније до злата је дошао на Универзијади која се играла у Фукуоки.

## Тренерска каријера
По завршетку богате и успешне играчке каријере, Александар Ћирић одлучио се да остане у ватерполу. Сео је на клупу репрезентације Ирана.

## Клупски трофеји
- Евролига 1990/2000. -  Победник са Бечеј Нафтагасом
- ЛЕН Куп Европе - 2001/2002, 2002/2003. и 2005/2006 Шампион са Брешом; 2012/2013 -  шампион са Радничким
- Првенство Југославије - 1992/1993 Победник са Црвеном звездом; 1995/1996, 1996/1997, 1997/1998, 1999/2000, 2000/2001 - Победник са Бечејом
- Куп Југославије 1995/1996, 1996/1997, 1997/1998, 1999/2000, 2000/2001 - Победник са Бечејом
- Првенство Италије - 2002/2003 Победник са Брешом
- Куп Црне Горе - 2008/2009 Победник са Будванском ривијером
- Првенство Шпаније - 2010/2011, 2011/2012 Победник са Барселонетом
- Куп Шпаније - 2010/2011, 2011/2012 Победник са Барселонетом
- Првенство Малте - 2012 Победник са Нептуном
- Куп Малте - 2012 Победник са Нептуном